# Hydromykologia
Hydromykologia lub mykologia wód – nauka zajmująca się badaniem grzybów wodnych. Jest to nauka interdyscyplinarna będąca częścią hydrologii (nauki o wodach) i mykologii (nauki o grzybach).
Metody badań stosowane w hydromikologii:
- Metody analizy jakościowej – mające na celu analizę składu mykobioty badanego biotopu, ustalenie listy gatunków grzybów wodnych, które w nim występują. Do metod tych zalicza się:
  - metody, które są oparte na bezpośrednim mikroskopowaniu – materiałami pobieranymi do bezpośredniego mikroskopowania są m.in. skupienia glonów, występujących na powierzchni wody, próby planktonu, żywe owady, skorupiaki,
  - metody związane ze stosowaniem przynęt takich jak: pyłek roślinny, łuski cebuli, liście traw, wylinki owadów, nasiona konopi, celofan,
  - metody hodowlane,
- Metody analizy ilościowej – liczenie w badanej wodzie zoospor, przetrwalników, konidiów[1][2].